# Ruta d'Occitània 2020
La Ruta d'Occitània 2020, 44a edició de la Ruta d'Occitània, es disputà entre l'1 i el 4 d'agost de 2020 repartits entre quatre etapes, amb inici a Sent Africa i final a Ròcamador. La cursa formava part del calendari de l'UCI Europa Tour 2020, amb una categoria 2.1. La cursa significà el retorn del ciclisme professional a França després de quatre mesos d'aturada per culpa de la pandèmia de la Covid-19.
El vencedor final fou el colombià Egan Bernal (Team Ineos), que s'imposà al seu company d'equip Pavel Sivakov i Aleksandr Vlàssov (Team Astana), segon i tercer respectivament.

## Equips
L'organització convidà a prendre part en la cursa a vint-i-un equips:
| WorldTeams (8)- AG2R La Mondiale - Astana - Bahrain McLaren - CCC Team - Cofidis - Groupama-FDJ - Ineos - Trek-Segafredo ProTeams (9)- Bardiani CSF Faizanè - B&B Hotels-Vital Concept p/b KTM - Caja Rural-Seguros RGA - Circus-Wanty Gobert - Euskaltel-Euskadi - Nippo Delko One Provence - Riwal Readynez - Arkéa-Samsic - Total Direct Énergie Equips continentals (4)- Bike Aid - Equipo Kern Pharma - Natura4Ever-Roubaix Lille Métropole - Saint Michel-Auber 93 |
| |

## Etapes
| Etapa    | Data     | Ciutats d'etapa                     | type                    | Distància (km) | Vencedor de l'etapa | Líder de la general |
| -------- | -------- | ----------------------------------- | ----------------------- | -------------- | ------------------- | ------------------- |
| 1a etapa | 1 de ago | Sant Africa – Càsols de Besièrs     | etapa de mitja muntanya | 187            | Bryan Coquard       | Bryan Coquard       |
| 2a etapa | 2 de ago | Carcassona – Cap'Découverte         | etapa accidentada       | 174,5          | Sonny Colbrelli     | Bryan Coquard       |
| 3a etapa | 3 de ago | Sent Gaudenç – Beyrède-Jumet-Camous | etapa de muntanya       | 163,5          | Egan Bernal Gómez   | Egan Bernal Gómez   |
| 4a etapa | 4 de ago | Leitora – Ròcamador                 | etapa accidentada       | 195            | Benoît Cosnefroy    | Egan Bernal Gómez   |

### 1a etapa
| \| Classificació de l'etapa \| Classificació de l'etapa \| Classificació de l'etapa \| Classificació de l'etapa \| Classificació de l'etapa \| \| Corredor \| Corredor \| Equip \| Temps \| \| \| ------------------------ \| ------------------------ \| -------------------------------- \| ------------------------ \| ------------------------ \| \| 1r \| Bryan Coquard \| B&B Hotels-Vital Concept p/b KTM \| 4h 35' 00" \| \| \| 2n \| Elia Viviani \| Cofidis \| + 0" \| \| \| 3r \| Sonny Colbrelli \| Bahrain McLaren \| + 0" \| \| \| 4t \| Andrea Pasqualon \| Circus-Wanty Gobert \| + 0" \| \| \| 5è \| Clément Venturini \| AG2R La Mondiale \| + 0" \| \| \| 6è \| Egan Bernal Gómez \| Team Ineos \| + 0" \| \| \| 7è \| Josef Černý \| CCC Team \| + 0" \| \| \| 8è \| Romain Bardet \| AG2R La Mondiale \| + 0" \| \| \| 9è \| Anthony Maldonado \| Saint Michel-Auber 93 \| + 0" \| \| \| 10è \| Nick van der Lijke \| Riwal Readynez \| + 0" \| \| |                    |                                  |            |
| |                    |                                  |            |
| Font: ProCyclingStats |                    |                                  |            |
| Classificació de l'etapa |                    |                                  |            |
| Corredor | Corredor           | Equip                            | Temps      |
| 1r | Bryan Coquard      | B&B Hotels-Vital Concept p/b KTM | 4h 35' 00" |
| 2n | Elia Viviani       | Cofidis                          | + 0"       |
| 3r | Sonny Colbrelli    | Bahrain McLaren                  | + 0"       |
| 4t | Andrea Pasqualon   | Circus-Wanty Gobert              | + 0"       |
| 5è | Clément Venturini  | AG2R La Mondiale                 | + 0"       |
| 6è | Egan Bernal Gómez  | Team Ineos                       | + 0"       |
| 7è | Josef Černý        | CCC Team                         | + 0"       |
| 8è | Romain Bardet      | AG2R La Mondiale                 | + 0"       |
| 9è | Anthony Maldonado  | Saint Michel-Auber 93            | + 0"       |
| 10è | Nick van der Lijke | Riwal Readynez                   | + 0"       |

| \| Classificació general \| Classificació general \| Classificació general \| Classificació general \| Classificació general \| \| Corredor \| Corredor \| Equip \| Temps \| \| \| --------------------- \| --------------------- \| -------------------------------- \| --------------------- \| --------------------- \| \| 1r \| Bryan Coquard \| B&B Hotels-Vital Concept p/b KTM \| 4h 34' 50" \| \| \| 2n \| Elia Viviani \| Cofidis \| + 4" \| \| \| 3r \| Lilian Calmejane \| Total Direct Énergie \| + 5" \| \| \| 4t \| Sonny Colbrelli \| Bahrain McLaren \| + 6" \| \| \| 5è \| Andreas Kron \| Riwal Readynez \| + 9" \| \| \| 6è \| Andrea Pasqualon \| Circus-Wanty Gobert \| + 10" \| \| \| 7è \| Clément Venturini \| AG2R La Mondiale \| + 10" \| \| \| 8è \| Egan Bernal Gómez \| Team Ineos \| + 10" \| \| \| 9è \| Josef Černý \| CCC Team \| + 10" \| \| \| 10è \| Romain Bardet \| AG2R La Mondiale \| + 10" \| \| |                   |                                  |            |
| |                   |                                  |            |
| Font: ProCyclingStats |                   |                                  |            |
| Classificació general |                   |                                  |            |
| Corredor | Corredor          | Equip                            | Temps      |
| 1r | Bryan Coquard     | B&B Hotels-Vital Concept p/b KTM | 4h 34' 50" |
| 2n | Elia Viviani      | Cofidis                          | + 4"       |
| 3r | Lilian Calmejane  | Total Direct Énergie             | + 5"       |
| 4t | Sonny Colbrelli   | Bahrain McLaren                  | + 6"       |
| 5è | Andreas Kron      | Riwal Readynez                   | + 9"       |
| 6è | Andrea Pasqualon  | Circus-Wanty Gobert              | + 10"      |
| 7è | Clément Venturini | AG2R La Mondiale                 | + 10"      |
| 8è | Egan Bernal Gómez | Team Ineos                       | + 10"      |
| 9è | Josef Černý       | CCC Team                         | + 10"      |
| 10è | Romain Bardet     | AG2R La Mondiale                 | + 10"      |

### 2a etapa
| \| Classificació de l'etapa \| Classificació de l'etapa \| Classificació de l'etapa \| Classificació de l'etapa \| Classificació de l'etapa \| \| Corredor \| Corredor \| Equip \| Temps \| \| \| ------------------------ \| ------------------------ \| -------------------------------- \| ------------------------ \| ------------------------ \| \| 1r \| Sonny Colbrelli \| Bahrain McLaren \| 4h 22' 22" \| \| \| 2n \| Bryan Coquard \| B&B Hotels-Vital Concept p/b KTM \| + 0" \| \| \| 3r \| Niccolò Bonifazio \| Total Direct Énergie \| + 0" \| \| \| 4t \| Arvid de Kleijn \| Riwal Readynez \| + 0" \| \| \| 5è \| Clément Venturini \| AG2R La Mondiale \| + 0" \| \| \| 6è \| Andrea Pasqualon \| Circus-Wanty Gobert \| + 0" \| \| \| 7è \| Matteo Malucelli \| Caja Rural-Seguros RGA \| + 0" \| \| \| 8è \| Elia Viviani \| Cofidis \| + 0" \| \| \| 9è \| Warren Barguil \| Arkéa-Samsic \| + 0" \| \| \| 10è \| David González López \| Caja Rural-Seguros RGA \| + 0" \| \| |                      |                                  |            |
| |                      |                                  |            |
| Font: ProCyclingStats |                      |                                  |            |
| Classificació de l'etapa |                      |                                  |            |
| Corredor | Corredor             | Equip                            | Temps      |
| 1r | Sonny Colbrelli      | Bahrain McLaren                  | 4h 22' 22" |
| 2n | Bryan Coquard        | B&B Hotels-Vital Concept p/b KTM | + 0"       |
| 3r | Niccolò Bonifazio    | Total Direct Énergie             | + 0"       |
| 4t | Arvid de Kleijn      | Riwal Readynez                   | + 0"       |
| 5è | Clément Venturini    | AG2R La Mondiale                 | + 0"       |
| 6è | Andrea Pasqualon     | Circus-Wanty Gobert              | + 0"       |
| 7è | Matteo Malucelli     | Caja Rural-Seguros RGA           | + 0"       |
| 8è | Elia Viviani         | Cofidis                          | + 0"       |
| 9è | Warren Barguil       | Arkéa-Samsic                     | + 0"       |
| 10è | David González López | Caja Rural-Seguros RGA           | + 0"       |

| \| Classificació general \| Classificació general \| Classificació general \| Classificació general \| Classificació general \| \| Corredor \| Corredor \| Equip \| Temps \| \| \| --------------------- \| --------------------- \| -------------------------------- \| --------------------- \| --------------------- \| \| 1r \| Bryan Coquard \| B&B Hotels-Vital Concept p/b KTM \| 8h 57' 07" \| \| \| 2n \| Sonny Colbrelli \| Bahrain McLaren \| + 2" \| \| \| 3r \| Elia Viviani \| Cofidis \| + 10" \| \| \| 4t \| Lilian Calmejane \| Total Direct Énergie \| + 11" \| \| \| 5è \| Niccolò Bonifazio \| Total Direct Énergie \| + 12" \| \| \| 6è \| Michał Paluta \| CCC Team \| + 12" \| \| \| 7è \| Emil Nygaard Vinjebo \| Riwal Readynez \| + 12" \| \| \| 8è \| Ibai Azurmendi \| Euskaltel-Euskadi \| + 15" \| \| \| 9è \| Andreas Kron \| Riwal Readynez \| + 15" \| \| \| 10è \| Clément Venturini \| AG2R La Mondiale \| + 16" \| \| |                      |                                  |            |
| |                      |                                  |            |
| Font: ProCyclingStats |                      |                                  |            |
| Classificació general |                      |                                  |            |
| Corredor | Corredor             | Equip                            | Temps      |
| 1r | Bryan Coquard        | B&B Hotels-Vital Concept p/b KTM | 8h 57' 07" |
| 2n | Sonny Colbrelli      | Bahrain McLaren                  | + 2"       |
| 3r | Elia Viviani         | Cofidis                          | + 10"      |
| 4t | Lilian Calmejane     | Total Direct Énergie             | + 11"      |
| 5è | Niccolò Bonifazio    | Total Direct Énergie             | + 12"      |
| 6è | Michał Paluta        | CCC Team                         | + 12"      |
| 7è | Emil Nygaard Vinjebo | Riwal Readynez                   | + 12"      |
| 8è | Ibai Azurmendi       | Euskaltel-Euskadi                | + 15"      |
| 9è | Andreas Kron         | Riwal Readynez                   | + 15"      |
| 10è | Clément Venturini    | AG2R La Mondiale                 | + 16"      |

### 3a etapa
| \| Classificació de l'etapa \| Classificació de l'etapa \| Classificació de l'etapa \| Classificació de l'etapa \| Classificació de l'etapa \| \| Corredor \| Corredor \| Equip \| Temps \| \| \| ------------------------ \| ------------------------ \| ------------------------ \| ------------------------ \| ------------------------ \| \| 1r \| Egan Bernal Gómez \| Team Ineos \| 4h 36' 44" \| \| \| 2n \| Pàvel Sivakov \| Team Ineos \| + 10" \| \| \| 3r \| Aleksandr Vlàssov \| Astana \| + 17" \| \| \| 4t \| Thibaut Pinot \| Groupama-FDJ \| + 31" \| \| \| 5è \| Bauke Mollema \| Trek-Segafredo \| + 1' 05" \| \| \| 6è \| Warren Barguil \| Arkéa-Samsic \| + 1' 09" \| \| \| 7è \| Richie Porte \| Trek-Segafredo \| + 1' 11" \| \| \| 8è \| Romain Bardet \| AG2R La Mondiale \| + 1' 18" \| \| \| 9è \| Sébastien Reichenbach \| Groupama-FDJ \| + 1' 39" \| \| \| 10è \| Rafael Valls Ferri \| Bahrain McLaren \| + 1' 39" \| \| |                       |                  |            |
| |                       |                  |            |
| Font: ProCyclingStats |                       |                  |            |
| Classificació de l'etapa |                       |                  |            |
| Corredor | Corredor              | Equip            | Temps      |
| 1r | Egan Bernal Gómez     | Team Ineos       | 4h 36' 44" |
| 2n | Pàvel Sivakov         | Team Ineos       | + 10"      |
| 3r | Aleksandr Vlàssov     | Astana           | + 17"      |
| 4t | Thibaut Pinot         | Groupama-FDJ     | + 31"      |
| 5è | Bauke Mollema         | Trek-Segafredo   | + 1' 05"   |
| 6è | Warren Barguil        | Arkéa-Samsic     | + 1' 09"   |
| 7è | Richie Porte          | Trek-Segafredo   | + 1' 11"   |
| 8è | Romain Bardet         | AG2R La Mondiale | + 1' 18"   |
| 9è | Sébastien Reichenbach | Groupama-FDJ     | + 1' 39"   |
| 10è | Rafael Valls Ferri    | Bahrain McLaren  | + 1' 39"   |

| \| Classificació general \| Classificació general \| Classificació general \| Classificació general \| Classificació general \| \| Corredor \| Corredor \| Equip \| Temps \| \| \| --------------------- \| --------------------- \| --------------------- \| --------------------- \| --------------------- \| \| 1r \| Egan Bernal Gómez \| Team Ineos \| 13h 33' 57" \| \| \| 2n \| Pàvel Sivakov \| Team Ineos \| + 14" \| \| \| 3r \| Aleksandr Vlàssov \| Astana \| + 23" \| \| \| 4t \| Thibaut Pinot \| Groupama-FDJ \| + 41" \| \| \| 5è \| Bauke Mollema \| Trek-Segafredo \| + 1' 15" \| \| \| 6è \| Warren Barguil \| Arkéa-Samsic \| + 1' 19" \| \| \| 7è \| Richie Porte \| Trek-Segafredo \| + 1' 21" \| \| \| 8è \| Romain Bardet \| AG2R La Mondiale \| + 1' 28" \| \| \| 9è \| Rafael Valls Ferri \| Bahrain McLaren \| + 1' 49" \| \| \| 10è \| Sébastien Reichenbach \| Groupama-FDJ \| + 1' 49" \| \| |                       |                  |             |
| |                       |                  |             |
| Font: ProCyclingStats |                       |                  |             |
| Classificació general |                       |                  |             |
| Corredor | Corredor              | Equip            | Temps       |
| 1r | Egan Bernal Gómez     | Team Ineos       | 13h 33' 57" |
| 2n | Pàvel Sivakov         | Team Ineos       | + 14"       |
| 3r | Aleksandr Vlàssov     | Astana           | + 23"       |
| 4t | Thibaut Pinot         | Groupama-FDJ     | + 41"       |
| 5è | Bauke Mollema         | Trek-Segafredo   | + 1' 15"    |
| 6è | Warren Barguil        | Arkéa-Samsic     | + 1' 19"    |
| 7è | Richie Porte          | Trek-Segafredo   | + 1' 21"    |
| 8è | Romain Bardet         | AG2R La Mondiale | + 1' 28"    |
| 9è | Rafael Valls Ferri    | Bahrain McLaren  | + 1' 49"    |
| 10è | Sébastien Reichenbach | Groupama-FDJ     | + 1' 49"    |

### 4a etapa
| \| Classificació de l'etapa \| Classificació de l'etapa \| Classificació de l'etapa \| Classificació de l'etapa \| Classificació de l'etapa \| \| Corredor \| Corredor \| Equip \| Temps \| \| \| ------------------------ \| ------------------------ \| ------------------------ \| ------------------------ \| ------------------------ \| \| 1r \| Benoît Cosnefroy \| AG2R La Mondiale \| 4h 23' 28" \| \| \| 2n \| Bauke Mollema \| Trek-Segafredo \| + 2" \| \| \| 3r \| Thibaut Pinot \| Groupama-FDJ \| + 2" \| \| \| 4t \| Egan Bernal Gómez \| Team Ineos \| + 2" \| \| \| 5è \| Aleksandr Vlàssov \| Astana \| + 2" \| \| \| 6è \| Alexis Vuillermoz \| AG2R La Mondiale \| + 7" \| \| \| 7è \| Pàvel Sivakov \| Team Ineos \| + 7" \| \| \| 8è \| Richie Porte \| Trek-Segafredo \| + 7" \| \| \| 9è \| Rafael Valls Ferri \| Bahrain McLaren \| + 10" \| \| \| 10è \| Warren Barguil \| Arkéa-Samsic \| + 12" \| \| |                    |                  |            |
| |                    |                  |            |
| Font: ProCyclingStats |                    |                  |            |
| Classificació de l'etapa |                    |                  |            |
| Corredor | Corredor           | Equip            | Temps      |
| 1r | Benoît Cosnefroy   | AG2R La Mondiale | 4h 23' 28" |
| 2n | Bauke Mollema      | Trek-Segafredo   | + 2"       |
| 3r | Thibaut Pinot      | Groupama-FDJ     | + 2"       |
| 4t | Egan Bernal Gómez  | Team Ineos       | + 2"       |
| 5è | Aleksandr Vlàssov  | Astana           | + 2"       |
| 6è | Alexis Vuillermoz  | AG2R La Mondiale | + 7"       |
| 7è | Pàvel Sivakov      | Team Ineos       | + 7"       |
| 8è | Richie Porte       | Trek-Segafredo   | + 7"       |
| 9è | Rafael Valls Ferri | Bahrain McLaren  | + 10"      |
| 10è | Warren Barguil     | Arkéa-Samsic     | + 12"      |

## Classificacions finals

### Classificació general
| \| Classificació general \| Classificació general \| Classificació general \| Classificació general \| Classificació general \| \| Corredor \| Corredor \| Equip \| Temps \| \| \| --------------------- \| --------------------- \| --------------------- \| --------------------- \| --------------------- \| \| 1r \| Egan Bernal Gómez \| Team Ineos \| 17h 57' 25" \| \| \| 2n \| Pàvel Sivakov \| Team Ineos \| + 19" \| \| \| 3r \| Aleksandr Vlàssov \| Astana \| + 23" \| \| \| 4t \| Thibaut Pinot \| Groupama-FDJ \| + 37" \| \| \| 5è \| Bauke Mollema \| Trek-Segafredo \| + 1' 09" \| \| \| 6è \| Richie Porte \| Trek-Segafredo \| + 1' 26" \| \| \| 7è \| Warren Barguil \| Arkéa-Samsic \| + 1' 27" \| \| \| 8è \| Romain Bardet \| AG2R La Mondiale \| + 1' 53" \| \| \| 9è \| Rafael Valls Ferri \| Bahrain McLaren \| + 1' 57" \| \| \| 10è \| Sébastien Reichenbach \| Groupama-FDJ \| + 2' 00" \| \| |                       |                  |             |
| |                       |                  |             |
| Font: ProCyclingStats |                       |                  |             |
| Classificació general |                       |                  |             |
| Corredor | Corredor              | Equip            | Temps       |
| 1r | Egan Bernal Gómez     | Team Ineos       | 17h 57' 25" |
| 2n | Pàvel Sivakov         | Team Ineos       | + 19"       |
| 3r | Aleksandr Vlàssov     | Astana           | + 23"       |
| 4t | Thibaut Pinot         | Groupama-FDJ     | + 37"       |
| 5è | Bauke Mollema         | Trek-Segafredo   | + 1' 09"    |
| 6è | Richie Porte          | Trek-Segafredo   | + 1' 26"    |
| 7è | Warren Barguil        | Arkéa-Samsic     | + 1' 27"    |
| 8è | Romain Bardet         | AG2R La Mondiale | + 1' 53"    |
| 9è | Rafael Valls Ferri    | Bahrain McLaren  | + 1' 57"    |
| 10è | Sébastien Reichenbach | Groupama-FDJ     | + 2' 00"    |

### Classificacions secundàries
| Classificació per punts | Classificació per punts | Classificació per punts          | Classificació per punts | Classificació per punts |
| Corredor                | Corredor                | Equip                            | Punts                   |                         |
| ----------------------- | ----------------------- | -------------------------------- | ----------------------- | ----------------------- |
| 1r                      | Egan Bernal Gómez       | Team Ineos                       | 37 pts                  |                         |
| 2n                      | Bryan Coquard           | B&B Hotels-Vital Concept p/b KTM | 37 pts                  |                         |
| 3r                      | Sonny Colbrelli         | Bahrain McLaren                  | 35 pts                  |                         |
| 4t                      | Elia Viviani            | Cofidis                          | 25 pts                  |                         |
| 5è                      | Andrea Pasqualon        | Circus-Wanty Gobert              | 23 pts                  |                         |

| Classificació per punts | Classificació per punts | Classificació per punts          | Classificació per punts | Classificació per punts |
| Corredor                | Corredor                | Equip                            | Punts                   |                         |
| ----------------------- | ----------------------- | -------------------------------- | ----------------------- | ----------------------- |
| 1r                      | Egan Bernal Gómez       | Team Ineos                       | 37 pts                  |                         |
| 2n                      | Bryan Coquard           | B&B Hotels-Vital Concept p/b KTM | 37 pts                  |                         |
| 3r                      | Sonny Colbrelli         | Bahrain McLaren                  | 35 pts                  |                         |
| 4t                      | Elia Viviani            | Cofidis                          | 25 pts                  |                         |
| 5è                      | Andrea Pasqualon        | Circus-Wanty Gobert              | 23 pts                  |                         |

| Classificació de la muntanya | Classificació de la muntanya | Classificació de la muntanya | Classificació de la muntanya | Classificació de la muntanya |
| Corredor                     | Corredor                     | Equip                        | Punts                        |                              |
| ---------------------------- | ---------------------------- | ---------------------------- | ---------------------------- | ---------------------------- |
| 1r                           | Lilian Calmejane             | Total Direct Énergie         | 33 pts                       |                              |
| 2n                           | Harold Tejada                | Astana                       | 20 pts                       |                              |
| 3r                           | Georg Zimmermann             | CCC Team                     | 17 pts                       |                              |
| 4t                           | Julien Bernard               | Trek-Segafredo               | 16 pts                       |                              |
| 5è                           | Egan Bernal Gómez            | Team Ineos                   | 12 pts                       |                              |

| Classificació de la muntanya | Classificació de la muntanya | Classificació de la muntanya | Classificació de la muntanya | Classificació de la muntanya |
| Corredor                     | Corredor                     | Equip                        | Punts                        |                              |
| ---------------------------- | ---------------------------- | ---------------------------- | ---------------------------- | ---------------------------- |
| 1r                           | Lilian Calmejane             | Total Direct Énergie         | 33 pts                       |                              |
| 2n                           | Harold Tejada                | Astana                       | 20 pts                       |                              |
| 3r                           | Georg Zimmermann             | CCC Team                     | 17 pts                       |                              |
| 4t                           | Julien Bernard               | Trek-Segafredo               | 16 pts                       |                              |
| 5è                           | Egan Bernal Gómez            | Team Ineos                   | 12 pts                       |                              |

| Classificació del millor jove | Classificació del millor jove | Classificació del millor jove | Classificació del millor jove | Classificació del millor jove |
| Corredor                      | Corredor                      | Equip                         | Temps                         |                               |
| ----------------------------- | ----------------------------- | ----------------------------- | ----------------------------- | ----------------------------- |
| 1r                            | Egan Bernal Gómez             | Team Ineos                    | 17h 57' 27"                   |                               |
| 2n                            | Pàvel Sivakov                 | Team Ineos                    | + 19"                         |                               |
| 3r                            | Aleksandr Vlàssov             | Astana                        | + 23"                         |                               |
| 4t                            | Rémy Rochas                   | Nippo-Delko One Provence      | + 2' 15"                      |                               |
| 5è                            | Valentin Madouas              | Groupama-FDJ                  | + 2' 52"                      |                               |

| Classificació del millor jove | Classificació del millor jove | Classificació del millor jove | Classificació del millor jove | Classificació del millor jove |
| Corredor                      | Corredor                      | Equip                         | Temps                         |                               |
| ----------------------------- | ----------------------------- | ----------------------------- | ----------------------------- | ----------------------------- |
| 1r                            | Egan Bernal Gómez             | Team Ineos                    | 17h 57' 27"                   |                               |
| 2n                            | Pàvel Sivakov                 | Team Ineos                    | + 19"                         |                               |
| 3r                            | Aleksandr Vlàssov             | Astana                        | + 23"                         |                               |
| 4t                            | Rémy Rochas                   | Nippo-Delko One Provence      | + 2' 15"                      |                               |
| 5è                            | Valentin Madouas              | Groupama-FDJ                  | + 2' 52"                      |                               |

| Classificació per equips | Classificació per equips | Classificació per equips | Classificació per equips |
| Equip                    | Equip                    | Temps                    |                          |
| ------------------------ | ------------------------ | ------------------------ | ------------------------ |
| 1r                       | Trek-Segafredo           | 53h 57' 51"              |                          |
| 2n                       | Groupama-FDJ             | + 9"                     |                          |
| 3r                       | AG2R La Mondiale         | + 59"                    |                          |
| 4t                       | Astana                   | + 2' 51"                 |                          |
| 5è                       | Ineos                    | + 3' 00"                 |                          |

| Classificació per equips | Classificació per equips | Classificació per equips | Classificació per equips |
| Equip                    | Equip                    | Temps                    |                          |
| ------------------------ | ------------------------ | ------------------------ | ------------------------ |
| 1r                       | Trek-Segafredo           | 53h 57' 51"              |                          |
| 2n                       | Groupama-FDJ             | + 9"                     |                          |
| 3r                       | AG2R La Mondiale         | + 59"                    |                          |
| 4t                       | Astana                   | + 2' 51"                 |                          |
| 5è                       | Ineos                    | + 3' 00"                 |                          |

## Evolució de les classificacions
| Etapa                  | Vencedor               | Classificació general | Classificació per punts | Classificació de la muntanya | Classificació dels joves | Classificació per equips |
| ---------------------- | ---------------------- | --------------------- | ----------------------- | ---------------------------- | ------------------------ | ------------------------ |
| 1                      | Bryan Coquard          | Bryan Coquard         | Bryan Coquard           | Andreas Kron                 | Andreas Kron             | AG2R La Mondiale         |
| 2                      | Sonny Colbrelli        | Bryan Coquard         | Bryan Coquard           | Andreas Kron                 | Michał Paluta            | AG2R La Mondiale         |
| 3                      | Egan Bernal            | Egan Bernal           | Bryan Coquard           | Lilian Calmejane             | Egan Bernal              | Groupama-FDJ             |
| 4                      | Benoît Cosnefroy       | Egan Bernal           | Egan Bernal             | Lilian Calmejane             | Egan Bernal              | Trek-Segafredo           |
| Classificacions finals | Classificacions finals | Egan Bernal           | Egan Bernal             | Lilian Calmejane             | Egan Bernal              | Trek-Segafredo           |

## Llista de participants
- Llista de participants

| Team Ineos INS | Team Ineos INS                     | Team Ineos INS |
| -------------- | ---------------------------------- | -------------- |
| Núm            | Ciclista                           | Pos            |
| 1              | Egan Bernal Gómez (COL)            | 1r             |
| 2              | Christopher Froome (GBR)           | 37è            |
| 3              | Andrey Amador Bikkazakova (CRC)    | 61è            |
| 4              | Jonathan Castroviejo Nicolás (ESP) | 54è            |
| 5              | Tao Geoghegan Hart (GBR)           | 52è            |
| 6              | Pàvel Sivakov (RUS)                | 2n             |
| 7              | Dylan van Baarle (NED)             | 73è            |

| AG2R La Mondiale ALM | AG2R La Mondiale ALM    | AG2R La Mondiale ALM |
| -------------------- | ----------------------- | -------------------- |
| Núm                  | Ciclista                | Pos                  |
| 11                   | Romain Bardet (FRA)     | 8è                   |
| 12                   | Benoît Cosnefroy (FRA)  | 57è                  |
| 13                   | Mikaël Cherel (FRA)     | 27è                  |
| 14                   | Tony Gallopin (FRA)     | 24è                  |
| 15                   | Pierre Latour (FRA)     | 47è                  |
| 16                   | Clément Venturini (FRA) | 62è                  |
| 17                   | Alexis Vuillermoz (FRA) | 12è                  |

| Bardiani CSF Faizanè BCF | Bardiani CSF Faizanè BCF | Bardiani CSF Faizanè BCF |
| ------------------------ | ------------------------ | ------------------------ |
| Núm                      | Ciclista                 | Pos                      |
| 21                       | Giovanni Carboni (ITA)   | 20è                      |
| 22                       | Marco Benfatto (ITA)     | DNF-3                    |
| 23                       | Giovanni Lonardi (ITA)   | 122è                     |
| 24                       | Alessandro Monaco (ITA)  | DNF-4                    |
| 25                       | Umberto Orsini (ITA)     | 88è                      |
| 26                       | Manuel Senni (ITA)       | 60è                      |
| 27                       | Filippo Zana (ITA)       | 78è                      |

| B&B Hotels-Vital Concept p/b KTM BVC | B&B Hotels-Vital Concept p/b KTM BVC | B&B Hotels-Vital Concept p/b KTM BVC |
| ------------------------------------ | ------------------------------------ | ------------------------------------ |
| Núm                                  | Ciclista                             | Pos                                  |
| 31                                   | Bryan Coquard (FRA)                  | 43è                                  |
| 32                                   | Frederik Backaert (BEL)              | 83è                                  |
| 33                                   | Cyril Barthe (FRA)                   | 79è                                  |
| 34                                   | Maxime Cam (FRA)                     | 126è                                 |
| 35                                   | Jens Debusschere (BEL)               | 82è                                  |
| 36                                   | Julien Morice (FRA)                  | 123è                                 |
| 37                                   | Kévin Réza (FRA)                     | 113è                                 |

| Cofidis COF | Cofidis COF              | Cofidis COF |
| ----------- | ------------------------ | ----------- |
| Núm         | Ciclista                 | Pos         |
| 41          | Elia Viviani (ITA)       |             |
| 42          | Simone Consonni (ITA)    | 101è        |
| 43          | Marco Mathis (GER)       | 124è        |
| 44          | Christophe Laporte (FRA) | 103è        |
| 45          | Cyril Lemoine (FRA)      | 125è        |
| 46          | Fabio Sabatini (ITA)     | 111è        |
| 47          | Kenneth Vanbilsen (BEL)  | 117è        |

| Groupama-FDJ GFC | Groupama-FDJ GFC            | Groupama-FDJ GFC |
| ---------------- | --------------------------- | ---------------- |
| Núm              | Ciclista                    | Pos              |
| 51               | Thibaut Pinot (FRA)         | 4t               |
| 52               | Bruno Armirail (FRA)        | 40è              |
| 53               | Antoine Duchesne (CAN)      | 95è              |
| 54               | Mathieu Ladagnous (FRA)     | 58è              |
| 55               | Tobias Ludvigsson (SWE)     | 74è              |
| 56               | Valentin Madouas (FRA)      | 14è              |
| 57               | Sébastien Reichenbach (SUI) | 10è              |

| Astana AST | Astana AST                      | Astana AST |
| ---------- | ------------------------------- | ---------- |
| Núm        | Ciclista                        | Pos        |
| 61         | Miguel Ángel López Moreno (COL) | 26è        |
| 62         | Hernando Bohórquez (COL)        | 39è        |
| 63         | Omar Fraile Matarranz (ESP)     | 41è        |
| 64         | Merhawi Kudus (ERI)             | 17è        |
| 65         | Aleksandr Vlàssov (RUS)         | 3r         |
| 66         | Luis León Sánchez Gil (ESP)     | 30è        |
| 67         | Harold Tejada (COL)             | 45è        |

| Arkéa-Samsic ARK | Arkéa-Samsic ARK         | Arkéa-Samsic ARK |
| ---------------- | ------------------------ | ---------------- |
| Núm              | Ciclista                 | Pos              |
| 71               | Warren Barguil (FRA)     | 7è               |
| 72               | Maxime Bouet (FRA)       | 32è              |
| 73               | Thibault Guernalec (FRA) | 115è             |
| 74               | Kévin Ledanois (FRA)     | 38è              |
| 75               | Connor Swift (GBR)       | 44è              |
| 76               | Alan Riou (FRA)          | 100è             |
| 77               | Bram Welten (NED)        | 105è             |

| Total Direct Énergie TDE | Total Direct Énergie TDE | Total Direct Énergie TDE |
| ------------------------ | ------------------------ | ------------------------ |
| Núm                      | Ciclista                 | Pos                      |
| 81                       | Lilian Calmejane (FRA)   | 69è                      |
| 82                       | Niccolò Bonifazio (ITA)  | 96è                      |
| 83                       | Jérémy Cabot (FRA)       | 107è                     |
| 84                       | Adrien Petit (FRA)       | DNF-4                    |
| 85                       | Julien Simon (FRA)       | NP-2                     |
| 86                       | Geoffrey Soupe (FRA)     | 94è                      |
| 87                       | Anthony Turgis (FRA)     | 99è                      |

| Saint Michel-Auber 93 AUB | Saint Michel-Auber 93 AUB | Saint Michel-Auber 93 AUB |
| ------------------------- | ------------------------- | ------------------------- |
| Núm                       | Ciclista                  | Pos                       |
| 91                        | Adrien Guillonnet (FRA)   | 22è                       |
| 92                        | Flavien Maurelet (FRA)    | 91è                       |
| 93                        | Yoann Paillot (FRA)       | 85è                       |
| 94                        | Morne van Niekerk (RSA)   | 129è                      |
| 95                        | Tony Hurel (FRA)          | 109è                      |
| 96                        | Louis Louvet (FRA)        | 104è                      |
| 97                        | Anthony Maldonado (FRA)   | 89è                       |

| Circus-Wanty Gobert CWG | Circus-Wanty Gobert CWG    | Circus-Wanty Gobert CWG |
| ----------------------- | -------------------------- | ----------------------- |
| Núm                     | Ciclista                   | Pos                     |
| 101                     | Jeremy Bellicaud (FRA)     | 76è                     |
| 102                     | Aimé De Gendt (BEL)        | 90è                     |
| 103                     | Odd Christian Eiking (NOR) | 29è                     |
| 104                     | Alexander Evans (AUS)      | 97è                     |
| 105                     | Andrea Pasqualon (ITA)     | 64è                     |
| 106                     | Simone Petilli (ITA)       | 16è                     |
| 107                     | Théo Delacroix (FRA)       | 112è                    |

| Bike Aid BAI | Bike Aid BAI               | Bike Aid BAI |
| ------------ | -------------------------- | ------------ |
| Núm          | Ciclista                   | Pos          |
| 111          | Nikodemus Holler (GER)     | 118è         |
| 112          | Adne van Engelen (NED)     | 68è          |
| 113          | Lucas Carstensen (GER)     |              |
| 114          | Matthias Schnapka (GER)    | DNF-1        |
| 115          | Jesse de Rooij (NED)       | DNF-3        |
| 116          | Erik Bergstrom Frisk (SWE) | 51è          |
| 117          | Frederik Dombrowski (GER)  | 81è          |

| Caja Rural-Seguros RGA CJR | Caja Rural-Seguros RGA CJR   | Caja Rural-Seguros RGA CJR |
| -------------------------- | ---------------------------- | -------------------------- |
| Núm                        | Ciclista                     | Pos                        |
| 121                        | Jhojan García (COL)          | 15è                        |
| 122                        | Aritz Bagües (ESP)           | 75è                        |
| 123                        | Julen Amézqueta Moreno (ESP) | 18è                        |
| 124                        | Álvaro Cuadros (ESP)         | 28è                        |
| 125                        | Matteo Malucelli (ITA)       | 82è                        |
| 126                        | David González López (ESP)   | 66è                        |
| 127                        | Héctor Sáez Benito (ESP)     | DNF-4                      |

| Natura4Ever-Roubaix Lille Métropole NRL | Natura4Ever-Roubaix Lille Métropole NRL | Natura4Ever-Roubaix Lille Métropole NRL |
| --------------------------------------- | --------------------------------------- | --------------------------------------- |
| Núm                                     | Ciclista                                | Pos                                     |
| 131                                     | Julien Antomarchi (FRA)                 |                                         |
| 132                                     | Thibault Ferasse (FRA)                  | 33è                                     |
| 133                                     | Pierre Idjouadiène (FRA)                | DNF-4                                   |
| 134                                     | Samuel Leroux (FRA)                     | 114è                                    |
| 135                                     | Mathias De Witte (BEL)                  | 34è                                     |
| 136                                     | Emiel Vermeulen (BEL)                   | 128è                                    |
| 137                                     | Jordan Levasseur (FRA)                  | DNF-1                                   |

| Euskaltel-Euskadi EUS | Euskaltel-Euskadi EUS          | Euskaltel-Euskadi EUS |
| --------------------- | ------------------------------ | --------------------- |
| Núm                   | Ciclista                       | Pos                   |
| 141                   | Antonio Angulo (ESP)           | 86è                   |
| 142                   | Unai Cuadrado (ESP)            | 80è                   |
| 143                   | Dmitri Jigunov (BLR)           | 121è                  |
| 144                   | Ibai Azurmendi (ESP)           | 93è                   |
| 145                   | Mikel Iturria Segurola (ESP)   | 25è                   |
| 146                   | Joan Bou (ESP)                 | DNF-4                 |
| 147                   | Garikoitz Bravo Oiarbide (ESP) | 63è                   |

| Nippo-Delko One Provence NDP | Nippo-Delko One Provence NDP | Nippo-Delko One Provence NDP |
| ---------------------------- | ---------------------------- | ---------------------------- |
| Núm                          | Ciclista                     | Pos                          |
| 151                          | Eduard-Michael Grosu (ROU)   | DNF-1                        |
| 152                          | Evaldas Šiškevičius (LTU)    | 116è                         |
| 153                          | Fumiyuki Beppu (JPN)         | DNF-3                        |
| 154                          | José Gonçalves Maciel (POR)  | 53è                          |
| 155                          | Rémy Rochas (FRA)            | 11è                          |
| 156                          | Julien Trarieux (FRA)        | 98è                          |
| 157                          | Romain Combaud (FRA)         | 35è                          |

| Bahrain McLaren TBM | Bahrain McLaren TBM             | Bahrain McLaren TBM |
| ------------------- | ------------------------------- | ------------------- |
| Núm                 | Ciclista                        | Pos                 |
| 161                 | Enrico Battaglin (ITA)          | 65è                 |
| 162                 | Santiago Buitrago Sánchez (COL) | DNF-3               |
| 163                 | Sonny Colbrelli (ITA)           | 72è                 |
| 164                 | Scott Davies (GBR)              | 42è                 |
| 165                 | Kevin Inkelaar (NED)            | 36è                 |
| 166                 | Hermann Pernsteiner (AUT)       | 19è                 |
| 167                 | Rafael Valls Ferri (ESP)        | 9è                  |

| Trek-Segafredo TFS | Trek-Segafredo TFS    | Trek-Segafredo TFS |
| ------------------ | --------------------- | ------------------ |
| Núm                | Ciclista              | Pos                |
| 171                | Richie Porte (AUS)    | 6è                 |
| 172                | Julien Bernard (FRA)  | 46è                |
| 173                | William Clarke (AUS)  | 102è               |
| 174                | Niklas Eg (DEN)       | 21è                |
| 175                | Kenny Elissonde (FRA) | 13è                |
| 176                | Bauke Mollema (NED)   | 5è                 |
| 177                | Michel Ries (LUX)     | 31è                |

| CCC Team CCC | CCC Team CCC                   | CCC Team CCC |
| ------------ | ------------------------------ | ------------ |
| Núm          | Ciclista                       | Pos          |
| 181          | Josef Černý (CZE)              | 55è          |
| 182          | Michał Paluta (POL) (ruta)     | 87è          |
| 183          | Joey Rosskopf (USA)            | 50è          |
| 184          | Guillaume Van Keirsbulck (BEL) | 127è         |
| 185          | Fausto Masnada (ITA)           | 23è          |
| 186          | Łukasz Wiśniowski (POL)        | 108è         |
| 187          | Georg Zimmermann (GER)         | 56è          |

| Riwal Readynez RIW | Riwal Readynez RIW         | Riwal Readynez RIW |
| ------------------ | -------------------------- | ------------------ |
| Núm                | Ciclista                   | Pos                |
| 191                | August Jensen (NOR)        | DNF-2              |
| 192                | Christoffer Lisson (DEN)   | 110è               |
| 193                | Nick van der Lijke (NED)   | 71è                |
| 194                | Andreas Kron (DEN)         | DNF-3              |
| 195                | Emil Nygaard Vinjebo (DEN) | 77è                |
| 196                | Piotr Havik (NED)          | 92è                |
| 197                | Arvid de Kleijn (NED)      | 119è               |

| Equipo Kern Pharma EKP | Equipo Kern Pharma EKP     | Equipo Kern Pharma EKP |
| ---------------------- | -------------------------- | ---------------------- |
| Núm                    | Ciclista                   | Pos                    |
| 201                    | Iván Moreno (ESP)          | 59è                    |
| 202                    | Martí Márquez (ESP)        | 49è                    |
| 203                    | José Félix Parra (ESP)     | 48è                    |
| 204                    | Martín Bouzas (ESP)        | DNF-4                  |
| 205                    | Ibon Ruiz (ESP)            | 67è                    |
| 206                    | Sergio Araiz (ESP)         | 120è                   |
| 207                    | Jordi López Caravaca (ESP) | 70è                    |

| Team Ineos INS | Team Ineos INS                     | Team Ineos INS |
| -------------- | ---------------------------------- | -------------- |
| Núm            | Ciclista                           | Pos            |
| 1              | Egan Bernal Gómez (COL)            | 1r             |
| 2              | Christopher Froome (GBR)           | 37è            |
| 3              | Andrey Amador Bikkazakova (CRC)    | 61è            |
| 4              | Jonathan Castroviejo Nicolás (ESP) | 54è            |
| 5              | Tao Geoghegan Hart (GBR)           | 52è            |
| 6              | Pàvel Sivakov (RUS)                | 2n             |
| 7              | Dylan van Baarle (NED)             | 73è            |

| AG2R La Mondiale ALM | AG2R La Mondiale ALM    | AG2R La Mondiale ALM |
| -------------------- | ----------------------- | -------------------- |
| Núm                  | Ciclista                | Pos                  |
| 11                   | Romain Bardet (FRA)     | 8è                   |
| 12                   | Benoît Cosnefroy (FRA)  | 57è                  |
| 13                   | Mikaël Cherel (FRA)     | 27è                  |
| 14                   | Tony Gallopin (FRA)     | 24è                  |
| 15                   | Pierre Latour (FRA)     | 47è                  |
| 16                   | Clément Venturini (FRA) | 62è                  |
| 17                   | Alexis Vuillermoz (FRA) | 12è                  |

| Bardiani CSF Faizanè BCF | Bardiani CSF Faizanè BCF | Bardiani CSF Faizanè BCF |
| ------------------------ | ------------------------ | ------------------------ |
| Núm                      | Ciclista                 | Pos                      |
| 21                       | Giovanni Carboni (ITA)   | 20è                      |
| 22                       | Marco Benfatto (ITA)     | DNF-3                    |
| 23                       | Giovanni Lonardi (ITA)   | 122è                     |
| 24                       | Alessandro Monaco (ITA)  | DNF-4                    |
| 25                       | Umberto Orsini (ITA)     | 88è                      |
| 26                       | Manuel Senni (ITA)       | 60è                      |
| 27                       | Filippo Zana (ITA)       | 78è                      |

| B&B Hotels-Vital Concept p/b KTM BVC | B&B Hotels-Vital Concept p/b KTM BVC | B&B Hotels-Vital Concept p/b KTM BVC |
| ------------------------------------ | ------------------------------------ | ------------------------------------ |
| Núm                                  | Ciclista                             | Pos                                  |
| 31                                   | Bryan Coquard (FRA)                  | 43è                                  |
| 32                                   | Frederik Backaert (BEL)              | 83è                                  |
| 33                                   | Cyril Barthe (FRA)                   | 79è                                  |
| 34                                   | Maxime Cam (FRA)                     | 126è                                 |
| 35                                   | Jens Debusschere (BEL)               | 82è                                  |
| 36                                   | Julien Morice (FRA)                  | 123è                                 |
| 37                                   | Kévin Réza (FRA)                     | 113è                                 |

| Cofidis COF | Cofidis COF              | Cofidis COF |
| ----------- | ------------------------ | ----------- |
| Núm         | Ciclista                 | Pos         |
| 41          | Elia Viviani (ITA)       |             |
| 42          | Simone Consonni (ITA)    | 101è        |
| 43          | Marco Mathis (GER)       | 124è        |
| 44          | Christophe Laporte (FRA) | 103è        |
| 45          | Cyril Lemoine (FRA)      | 125è        |
| 46          | Fabio Sabatini (ITA)     | 111è        |
| 47          | Kenneth Vanbilsen (BEL)  | 117è        |

| Groupama-FDJ GFC | Groupama-FDJ GFC            | Groupama-FDJ GFC |
| ---------------- | --------------------------- | ---------------- |
| Núm              | Ciclista                    | Pos              |
| 51               | Thibaut Pinot (FRA)         | 4t               |
| 52               | Bruno Armirail (FRA)        | 40è              |
| 53               | Antoine Duchesne (CAN)      | 95è              |
| 54               | Mathieu Ladagnous (FRA)     | 58è              |
| 55               | Tobias Ludvigsson (SWE)     | 74è              |
| 56               | Valentin Madouas (FRA)      | 14è              |
| 57               | Sébastien Reichenbach (SUI) | 10è              |

| Astana AST | Astana AST                      | Astana AST |
| ---------- | ------------------------------- | ---------- |
| Núm        | Ciclista                        | Pos        |
| 61         | Miguel Ángel López Moreno (COL) | 26è        |
| 62         | Hernando Bohórquez (COL)        | 39è        |
| 63         | Omar Fraile Matarranz (ESP)     | 41è        |
| 64         | Merhawi Kudus (ERI)             | 17è        |
| 65         | Aleksandr Vlàssov (RUS)         | 3r         |
| 66         | Luis León Sánchez Gil (ESP)     | 30è        |
| 67         | Harold Tejada (COL)             | 45è        |

| Arkéa-Samsic ARK | Arkéa-Samsic ARK         | Arkéa-Samsic ARK |
| ---------------- | ------------------------ | ---------------- |
| Núm              | Ciclista                 | Pos              |
| 71               | Warren Barguil (FRA)     | 7è               |
| 72               | Maxime Bouet (FRA)       | 32è              |
| 73               | Thibault Guernalec (FRA) | 115è             |
| 74               | Kévin Ledanois (FRA)     | 38è              |
| 75               | Connor Swift (GBR)       | 44è              |
| 76               | Alan Riou (FRA)          | 100è             |
| 77               | Bram Welten (NED)        | 105è             |

| Total Direct Énergie TDE | Total Direct Énergie TDE | Total Direct Énergie TDE |
| ------------------------ | ------------------------ | ------------------------ |
| Núm                      | Ciclista                 | Pos                      |
| 81                       | Lilian Calmejane (FRA)   | 69è                      |
| 82                       | Niccolò Bonifazio (ITA)  | 96è                      |
| 83                       | Jérémy Cabot (FRA)       | 107è                     |
| 84                       | Adrien Petit (FRA)       | DNF-4                    |
| 85                       | Julien Simon (FRA)       | NP-2                     |
| 86                       | Geoffrey Soupe (FRA)     | 94è                      |
| 87                       | Anthony Turgis (FRA)     | 99è                      |

| Saint Michel-Auber 93 AUB | Saint Michel-Auber 93 AUB | Saint Michel-Auber 93 AUB |
| ------------------------- | ------------------------- | ------------------------- |
| Núm                       | Ciclista                  | Pos                       |
| 91                        | Adrien Guillonnet (FRA)   | 22è                       |
| 92                        | Flavien Maurelet (FRA)    | 91è                       |
| 93                        | Yoann Paillot (FRA)       | 85è                       |
| 94                        | Morne van Niekerk (RSA)   | 129è                      |
| 95                        | Tony Hurel (FRA)          | 109è                      |
| 96                        | Louis Louvet (FRA)        | 104è                      |
| 97                        | Anthony Maldonado (FRA)   | 89è                       |

| Circus-Wanty Gobert CWG | Circus-Wanty Gobert CWG    | Circus-Wanty Gobert CWG |
| ----------------------- | -------------------------- | ----------------------- |
| Núm                     | Ciclista                   | Pos                     |
| 101                     | Jeremy Bellicaud (FRA)     | 76è                     |
| 102                     | Aimé De Gendt (BEL)        | 90è                     |
| 103                     | Odd Christian Eiking (NOR) | 29è                     |
| 104                     | Alexander Evans (AUS)      | 97è                     |
| 105                     | Andrea Pasqualon (ITA)     | 64è                     |
| 106                     | Simone Petilli (ITA)       | 16è                     |
| 107                     | Théo Delacroix (FRA)       | 112è                    |

| Bike Aid BAI | Bike Aid BAI               | Bike Aid BAI |
| ------------ | -------------------------- | ------------ |
| Núm          | Ciclista                   | Pos          |
| 111          | Nikodemus Holler (GER)     | 118è         |
| 112          | Adne van Engelen (NED)     | 68è          |
| 113          | Lucas Carstensen (GER)     |              |
| 114          | Matthias Schnapka (GER)    | DNF-1        |
| 115          | Jesse de Rooij (NED)       | DNF-3        |
| 116          | Erik Bergstrom Frisk (SWE) | 51è          |
| 117          | Frederik Dombrowski (GER)  | 81è          |

| Caja Rural-Seguros RGA CJR | Caja Rural-Seguros RGA CJR   | Caja Rural-Seguros RGA CJR |
| -------------------------- | ---------------------------- | -------------------------- |
| Núm                        | Ciclista                     | Pos                        |
| 121                        | Jhojan García (COL)          | 15è                        |
| 122                        | Aritz Bagües (ESP)           | 75è                        |
| 123                        | Julen Amézqueta Moreno (ESP) | 18è                        |
| 124                        | Álvaro Cuadros (ESP)         | 28è                        |
| 125                        | Matteo Malucelli (ITA)       | 82è                        |
| 126                        | David González López (ESP)   | 66è                        |
| 127                        | Héctor Sáez Benito (ESP)     | DNF-4                      |

| Natura4Ever-Roubaix Lille Métropole NRL | Natura4Ever-Roubaix Lille Métropole NRL | Natura4Ever-Roubaix Lille Métropole NRL |
| --------------------------------------- | --------------------------------------- | --------------------------------------- |
| Núm                                     | Ciclista                                | Pos                                     |
| 131                                     | Julien Antomarchi (FRA)                 |                                         |
| 132                                     | Thibault Ferasse (FRA)                  | 33è                                     |
| 133                                     | Pierre Idjouadiène (FRA)                | DNF-4                                   |
| 134                                     | Samuel Leroux (FRA)                     | 114è                                    |
| 135                                     | Mathias De Witte (BEL)                  | 34è                                     |
| 136                                     | Emiel Vermeulen (BEL)                   | 128è                                    |
| 137                                     | Jordan Levasseur (FRA)                  | DNF-1                                   |

| Euskaltel-Euskadi EUS | Euskaltel-Euskadi EUS          | Euskaltel-Euskadi EUS |
| --------------------- | ------------------------------ | --------------------- |
| Núm                   | Ciclista                       | Pos                   |
| 141                   | Antonio Angulo (ESP)           | 86è                   |
| 142                   | Unai Cuadrado (ESP)            | 80è                   |
| 143                   | Dmitri Jigunov (BLR)           | 121è                  |
| 144                   | Ibai Azurmendi (ESP)           | 93è                   |
| 145                   | Mikel Iturria Segurola (ESP)   | 25è                   |
| 146                   | Joan Bou (ESP)                 | DNF-4                 |
| 147                   | Garikoitz Bravo Oiarbide (ESP) | 63è                   |

| Nippo-Delko One Provence NDP | Nippo-Delko One Provence NDP | Nippo-Delko One Provence NDP |
| ---------------------------- | ---------------------------- | ---------------------------- |
| Núm                          | Ciclista                     | Pos                          |
| 151                          | Eduard-Michael Grosu (ROU)   | DNF-1                        |
| 152                          | Evaldas Šiškevičius (LTU)    | 116è                         |
| 153                          | Fumiyuki Beppu (JPN)         | DNF-3                        |
| 154                          | José Gonçalves Maciel (POR)  | 53è                          |
| 155                          | Rémy Rochas (FRA)            | 11è                          |
| 156                          | Julien Trarieux (FRA)        | 98è                          |
| 157                          | Romain Combaud (FRA)         | 35è                          |

| Bahrain McLaren TBM | Bahrain McLaren TBM             | Bahrain McLaren TBM |
| ------------------- | ------------------------------- | ------------------- |
| Núm                 | Ciclista                        | Pos                 |
| 161                 | Enrico Battaglin (ITA)          | 65è                 |
| 162                 | Santiago Buitrago Sánchez (COL) | DNF-3               |
| 163                 | Sonny Colbrelli (ITA)           | 72è                 |
| 164                 | Scott Davies (GBR)              | 42è                 |
| 165                 | Kevin Inkelaar (NED)            | 36è                 |
| 166                 | Hermann Pernsteiner (AUT)       | 19è                 |
| 167                 | Rafael Valls Ferri (ESP)        | 9è                  |

| Trek-Segafredo TFS | Trek-Segafredo TFS    | Trek-Segafredo TFS |
| ------------------ | --------------------- | ------------------ |
| Núm                | Ciclista              | Pos                |
| 171                | Richie Porte (AUS)    | 6è                 |
| 172                | Julien Bernard (FRA)  | 46è                |
| 173                | William Clarke (AUS)  | 102è               |
| 174                | Niklas Eg (DEN)       | 21è                |
| 175                | Kenny Elissonde (FRA) | 13è                |
| 176                | Bauke Mollema (NED)   | 5è                 |
| 177                | Michel Ries (LUX)     | 31è                |

| CCC Team CCC | CCC Team CCC                   | CCC Team CCC |
| ------------ | ------------------------------ | ------------ |
| Núm          | Ciclista                       | Pos          |
| 181          | Josef Černý (CZE)              | 55è          |
| 182          | Michał Paluta (POL) (ruta)     | 87è          |
| 183          | Joey Rosskopf (USA)            | 50è          |
| 184          | Guillaume Van Keirsbulck (BEL) | 127è         |
| 185          | Fausto Masnada (ITA)           | 23è          |
| 186          | Łukasz Wiśniowski (POL)        | 108è         |
| 187          | Georg Zimmermann (GER)         | 56è          |

| Riwal Readynez RIW | Riwal Readynez RIW         | Riwal Readynez RIW |
| ------------------ | -------------------------- | ------------------ |
| Núm                | Ciclista                   | Pos                |
| 191                | August Jensen (NOR)        | DNF-2              |
| 192                | Christoffer Lisson (DEN)   | 110è               |
| 193                | Nick van der Lijke (NED)   | 71è                |
| 194                | Andreas Kron (DEN)         | DNF-3              |
| 195                | Emil Nygaard Vinjebo (DEN) | 77è                |
| 196                | Piotr Havik (NED)          | 92è                |
| 197                | Arvid de Kleijn (NED)      | 119è               |

| Equipo Kern Pharma EKP | Equipo Kern Pharma EKP     | Equipo Kern Pharma EKP |
| ---------------------- | -------------------------- | ---------------------- |
| Núm                    | Ciclista                   | Pos                    |
| 201                    | Iván Moreno (ESP)          | 59è                    |
| 202                    | Martí Márquez (ESP)        | 49è                    |
| 203                    | José Félix Parra (ESP)     | 48è                    |
| 204                    | Martín Bouzas (ESP)        | DNF-4                  |
| 205                    | Ibon Ruiz (ESP)            | 67è                    |
| 206                    | Sergio Araiz (ESP)         | 120è                   |
| 207                    | Jordi López Caravaca (ESP) | 70è                    |